# Počítače dětem
Počítače dětem je charitativní projekt Nadačního fondu IT people. Projekt byl založen na jaře 2020 v souvislosti pandemií covidu-19 a nutností distanční výuky dětí a mládeže s cílem zajistit starší počítačovou techniku od dárců dětem ze sociálně slabších rodin. Zakladatelem projektu je podnikatel Robert Novotný, předseda správní rady Nadačního fondu IT people. V období vzniku projektu ze statistik vyplývalo, že existuje přibližně 44 tisíc dětí, které nemají přístup k výpočetní technice.

## Cíle a činnosti projektu
Hlavním cílem je zajištění přístupu k alespoň starší IT technice od dárců dětem z potřebných rodin a zvyšování sociální i ekologické odpovědnosti u jednotlivců i firem tím, že techniku darují, čímž je znovu využitá.
Mezi hlavní činnosti projektu patří:
- Vyhledávání dárců i příjemců
- Komunikace s rodinami, školami, zřizovateli, státní správou
- Reinstalace, čištění, servis a distribuce techniky[3]

Projekt Počítače dětem se také orientuje na pomoc školám, dětským domovům, nemocnicím, nízkoprahovým zařízením a dalším obdobným subjektům.
Ke dni 1. 1. 2022 bylo skrze projekt Počítače dětem obdarováno celkem 3 849 potřebných rodin.
Mezi partnery patří například Nadace ČEZ, UNICEF Česká republika nebo Univerzita Karlova. Podporu projektu vyjádřilo mimo jiné i Ministerstvo školství, mládeže a tělovýchovy České republiky, Ministerstvo práce a sociálních věcí nebo Ministerstvo kultury.